# Староаймановское сельское поселение
Староаймановское се́льское поселе́ние — муниципальное образование в Актанышском районе Татарстана Российской Федерации.
Административный центр — село Старое Айманово.

## История
Образован 28 сентября 1922 года как Старо-Аймановский сельсовет.
Статус и границы сельского поселения установлены Законом Республики Татарстан от 31 января 2005 года № 13-ЗРТ «Об установлении границ территорий и статусе муниципального образования "Актанышский муниципальный район" и муниципальных образований в его составе».

## Население
| 2010 | 2011 | 2012 | 2013 | 2014 | 2015 | 2016 |
| ---- | ---- | ---- | ---- | ---- | ---- | ---- |
| 513  | ↘512 | ↘499 | ↘498 | ↘487 | ↘473 | ↘459 |
| 2017 | 2018 | 2019 | 2020 |      |      |      |
| ↗460 | ↘444 | ↘422 | ↘409 |      |      |      |

## Состав сельского поселения
| № | Населённый пункт | Тип населённого пункта       | Население |
| - | ---------------- | ---------------------------- | --------- |
| 1 | Кулуново         | деревня                      |           |
| 2 | Старое Айманово  | село, административный центр |           |
| 3 | Чиялек           | деревня                      |           |